# Benthophilus baeri
Benthophilus baeri là một loài cá thuộc họ Cá bống trắng trải rộng ở phía nam và trung biển Caspi, đến phía nam Lankaran.
Loài này cũng được tìm thấy gần đảo Chechen, quần đảo Tyuleniy (Kazakhstan) và ở phía bắc Bakhtemirovskaya Borozdina. Loài sinh sống ở độ sâu 15 đến 81 mét (49 đến 266 ft). Con đực có chiều dài 8 xentimét (3,1 in) và con cái có chiều dài 6 xentimét (2,4 in) TL.